# Macropharyngodon choati
Macropharyngodon choati là một loài cá biển thuộc chi Macropharyngodon trong họ Cá bàng chài. Loài này được mô tả lần đầu tiên vào năm 1978.

## Từ nguyên
Từ định danh của loài được đặt theo tên của J. Howard Choat, nhà sinh vật biển đến từ Đại học James Cook, là người đã thu thập mẫu vật của loài cá này vào năm 1967.

## Phạm vi phân bố và môi trường sống
M. choati có phạm vi phân bố ở Tây Nam Thái Bình Dương. Loài này được ghi nhận dọc theo bờ biển Đông Úc (bao gồm cả rạn san hô Elizabeth và rạn san hô Middleton ở ngoài khơi) và xung quanh Nouvelle-Calédonie.
M. choati sống xung quanh các rạn san hô trên nền đáy cát và đá vụn trong các đầm phá và vùng biển ngoài khơi ở độ sâu đến 27 m.

## Mô tả
M. choati có chiều dài cơ thể tối đa được ghi nhận là 10 cm. Cơ thể màu trắng lốm đốm các vệt màu cam. Nắp mang có một đốm màu xanh đen với viền màu vàng. Cá con có kiểu màu tương tự cá trưởng thành nhưng thiếu đốm đen trên mang.
Số gai ở vây lưng: 9; Số tia vây ở vây lưng: 11; Số gai ở vây hậu môn: 3; Số tia vây ở vây hậu môn: 11; Số tia vây ở vây ngực: 13.

## Sinh thái
Thức ăn của M. choati có lẽ là các loài thủy sinh không xương sống nhỏ ở tầng đáy. Cá con thường hợp thành những nhóm nhỏ, hoặc lẫn vào đàn của các loài bàng chài khác; cá trưởng thành thường sống đơn độc.